# Рудник Чебач'є
Рудник Чебач'є – гірничодобувне підприємство на заході Челябінської області Росії.
Мідно-цинкове родовище Чебач'є виявили ще в 1948 та детально розвідали в 1962 – 1972 роках. Його рудні тіла залягають на глибинах від 250 до 460 метрів, тому ведення розробки можливе лише підземним способом.
Видобуток з Чебач'єго почався в 2013 році. В межах проекту спорудили два стовбури – вентиляційний глибиною 416 метрів та скіпо-клітьовий глибиною 408 метрів. В 2016-му рудник досягнув проектної річної потужності у 0,8 млн тон руди на рік. Станом на 2020-й з родовища вже було вилучено 5,5 млн тон.
Видобуту руду перевозять автотранспортом на розташовану за 119 км Нагайбацьку збагачувальну фабрику.
Розробку родовища організували через Александринську гірничо-рудну компанію, яка належить групі «Русская медная компания».